# Theater Hof

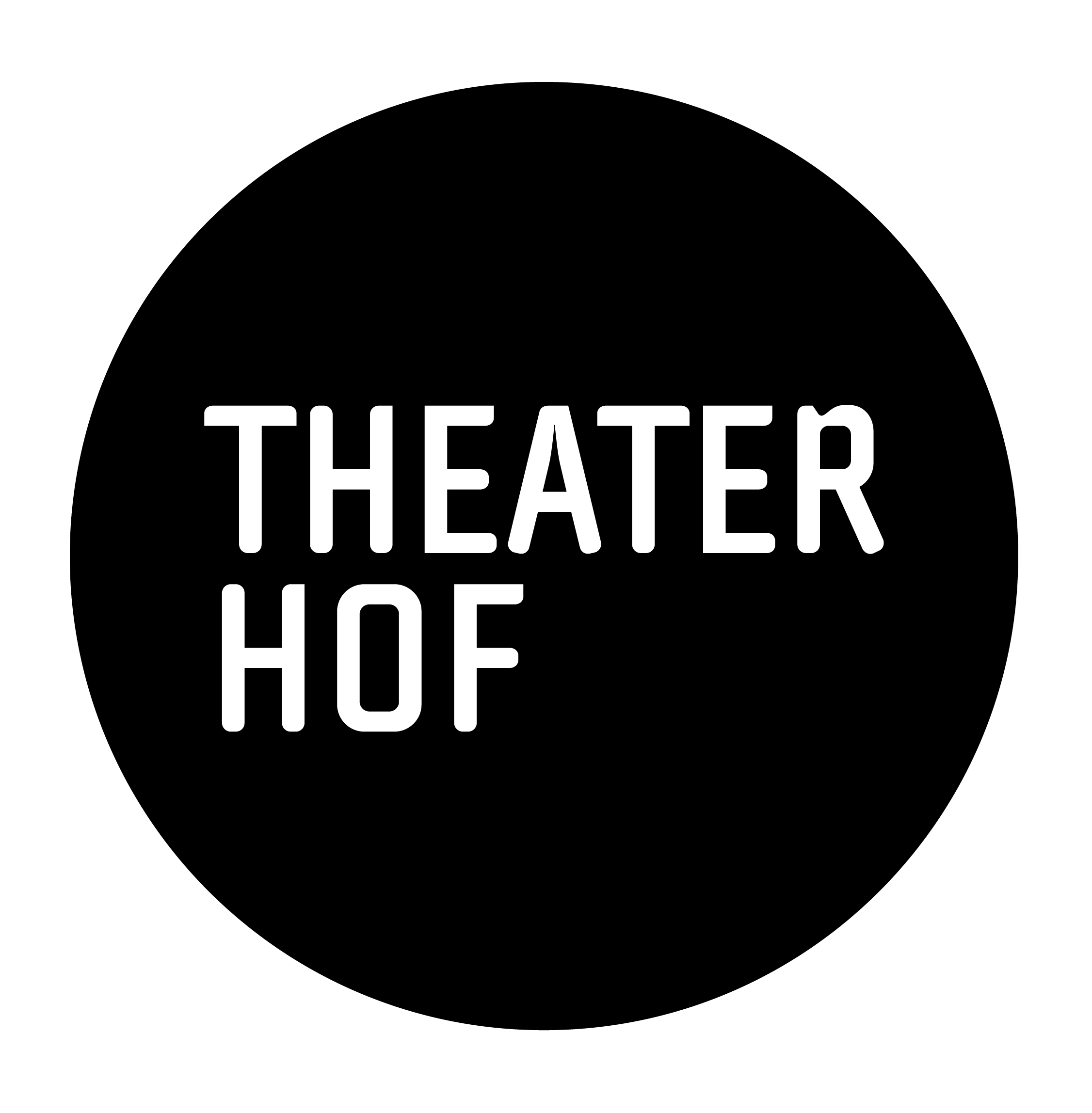
Logo des Theater Hof (2012–2024)

Das Theater Hof ist ein Mehrsparten-Theater in der bayerischen Stadt Hof (Saale). Es deckt als Vierspartenhaus die Bereiche Musiktheater, Schauspiel, Ballett sowie Junges Theater ab und ist Hauptspielstätte der Hofer Symphoniker.

## Geschichte
Bis zum Jahr 1811 wurde Hof von Wanderbühnen besucht, die den Rathaussaal der Stadt anmieteten. 1822 eröffnete das erste „Stadttheater Hof“, das über den städtischen Haushalt der damals 5000 Einwohner zählenden Stadt mitfinanziert wurde. Spielstätte war bis 1894 die nicht beheizbare frühere Franziskanerkirche in der Theaterstraße, die nach ihrer Verwendung als Lagerhalle zum Theater mit Orchestergraben und Schnürboden umgebaut worden war und 588 Zuschauer fasste. Sie wurde 1902 abgerissen.
1894 wich das Hofer Theater in einen neugebauten und komfortableren Conzert-, Ball- und Theatersaal an der Schützenstraße aus, der nach seinem Finanzier und Besitzer, dem Korbwarenhändler Adolf Pfaff, als Pfaff’s Colosseum bezeichnet und für Veranstaltungen verschiedenster Art genutzt wurde. An diesem privat geführten Haus gab es von Anfang an drei Sparten. Er blieb die Spielstätte des Hofer Theaters bis 1994. Die Übernahme des zentralen Veranstaltungsortes in private Hand bedeutete zunächst das Ende des städtischen Einflusses auf das Theater in Hof. Es kamen nun auswärtige Theaterensembles und Bauerntheater zu Gast und ein Verein der Volksbühnenbewegung gab bis zum Beginn des Ersten Weltkrieges eigene Aufführungen.
Während des Krieges spielte das Stadttheater Plauen in Hof. Erst nach der Verbesserung der allgemeinen wirtschaftlichen Lage, 1924, kam es kurzfristig wieder zur Gründung eines eigenen Hofer Theaterensembles. 1925 wurde die Stadt Hof Eigentümerin des Theatergebäudes und richtete es in den folgenden Jahren zu einer Zweigbühne des Stadttheaters Plauen ein. Von 1929 bis 1930 renovierte sie es wegen mangelnder Wirtschaftlichkeit, der Saal fasste nun etwa 800 Zuschauer.
Kurz nach Beginn der Zeit des Nationalsozialismus, am 12. September 1933, beschloss die bayerische Staatsregierung, in Hof ein eigenständiges Theater, das „Grenzlandtheater“ einzurichten. Bereits am 18. Oktober wurde es mit der Premiere von Wiener Blut eröffnet. Der damalige Oberbürgermeister Richard Wendler betonte in seiner Premierenansprache den programmatischen Namen des Theaters, das, in einer „Kampfstätte für deutsche Sitten und deutsche Kultur“ gelegen, die „deutschen Brüder jenseits der Grenzpfähle“ erreichen sollte und unter dessen Intendanten Karl Kroll und Hanns Jessen die Spielpläne der nationalsozialistischen Ideologie angepasst wurden. Ab dem Beginn des Zweiten Weltkrieges wurden Operetten und unterhaltende Theaterstücke zur Ablenkung vom Kriegsalltag eingesetzt. Das Grenzlandtheater gab Gastspiele vor allem in den heutigen Landkreisen Hof und Wunsiedel und gastierte mit der Operette Liebe in der Lerchengasse 1938, nach der Eingliederung des Sudetenlandes einmalig in Aš. Mit der Errichtung des Reichsgau Sudetenland 1939 wurde die Bezeichnung als „Grenzlandtheater“ überflüssig, zu der Umbenennung in „Städtebundtheater“, die das Reichspropagandaministerium anstrebte, kam es jedoch nicht. Das Grenzlandtheater schloss kriegsbedingt 1944 zusammen mit allen deutschen Theatern.
Nach dem Kriegsende erhielt der Schauspieler und Regisseur Kurt Lentz im Herbst 1945 eine Lizenz der amerikanischen Militärregierung und gründete das „Neue Theater“. Es eröffnete am 8. Februar 1946 mit einem Potpourri beliebter Operettenmelodien im Saal der Hofer Bürgergesellschaft, da die Amerikaner das Theater an der Schützenstraße bis 1947 nicht freigaben. Einige Tage später folgte die Premiere von Nathan der Weise, ein Drama, das sich, der Aufklärung verpflichtet, inhaltlich für einen Neubeginn anbot. Die schwierigen Nachkriegsbedingungen in den Hungerwintern 1947 und 1948, ein dramatischer Besucherrückgang im Zuge der Währungsreform und der Entzug der Spielstätte in der Schützenstraße durch die Stadt Hof führten zum Ende des Lentzschen Privattheaters.

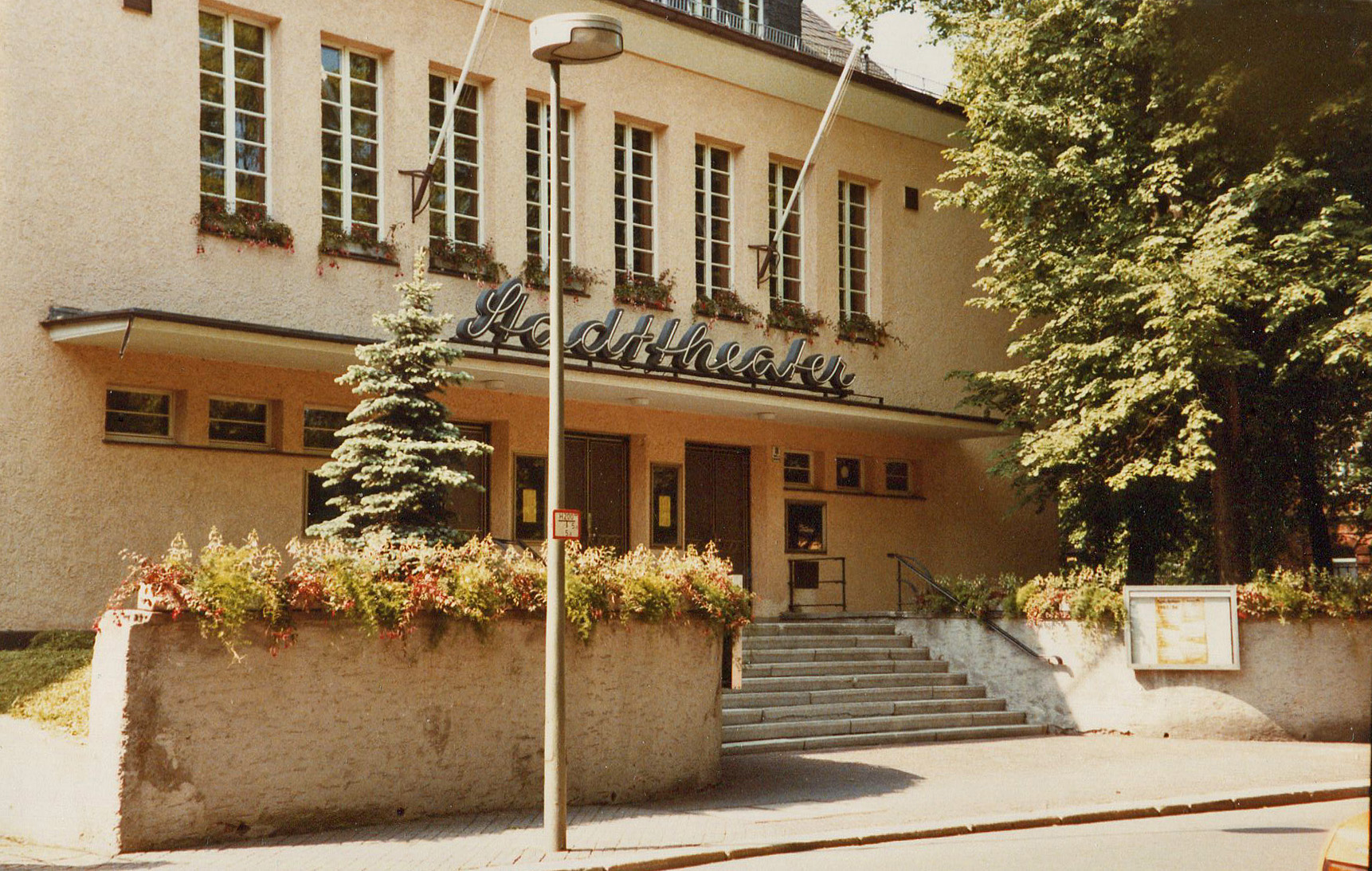
Hofer Theater in der Schützenstraße, um 1985

Am 11. März 1948 riefen Vertreter der Städte Hof, Marktredwitz, Rehau, Schwarzenbach an der Saale, Selb und Wunsiedel, sowie der Landkreise Hof, Münchberg, Naila, Rehau und des Staatsbades Bad Steben den Zweckverband Nordostoberfränkisches Städtebundtheater ins Leben. Er hat den Status einer öffentlich-rechtlichen Körperschaft mit staatlicher Anerkennung und Unterstützung. Das Bestreben der Städte und Gemeinden im nordöstlichen Bayern war es damals, unter den erschwerten Bedingungen der Nachkriegszeit ihre Kräfte zu bündeln und ihren Bürgern hochwertige Theatervorstellungen zu bieten. Zeitgenössische und kritische Autoren sollten nun zu Wort kommen.
Ende April 1948 wurde der bisherige Chefdramaturg und Spielleiter der Städtischen Bühnen Augsburg, Ulrich Lauterbach, zum ersten Intendanten für das Hofer Städtebundtheater gewählt. Lauterbach übernahm ein Theater mit technischen Problemen und personellen Lücken wie materiellen Problemen. Eröffnet wurde das Städtebundtheater 1948 mit Shakespeares Wie es euch gefällt. Kassenschlager der ersten Spielzeit war Des Teufels General von Carl Zuckmayer. Das den Zweiten Weltkrieg thematisierende Schauspiel lockte 17.500 Zuschauer an, diese Besucherzahl in der Sparte Schauspiel wurde seither nicht übertroffen. Zuckmayers Stück „Der Gesang im Feuerofen“ über Widerstand und Kollaboration war 1950 bei seiner Bayerischen Erstaufführung in Hof nicht mehr so erfolgreich wie im Rest Westdeutschlands. Am 5. Mai 1949 fand in Hof die Bayerische Erstaufführung von Sartres Die schmutzigen Hände statt. Der Spielplan in den ersten Jahren bestand überwiegend aus den Schauspielproduktionen. Lediglich eine Oper pro Spielzeit wurde bis 1952/53 aufgeführt. Jedoch gab es bereits 1948/49 sieben Operetten. Die Eintrittspreise lagen damals zwischen 0,50 und 2,80 DM pro Karte im Schauspiel. Neben dem von ihm favorisierten „Theater der Zeit“ brachte Lauterbach auch bewährte Klassiker von Goethe, Schiller oder Shakespeare auf die Bühne. Seine Vorliebe lag beim Sprechtheater, aus geschäftlichen Gründen räumte er jedoch der Operette einen breiten Spielraum ein und begrenzte die finanziell aufwendigen Operninszenierungen. In der Spielzeit 1949/50 gastierte das Theater mit Hugo von Hofmannsthals Das Große Welttheater gratis bei den Flüchtlingen im Lager Moschendorf.
Ulrich Lauterbach löste seinen Vertrag mit der Stadt Hof vorzeitig auf, um Leiter der Hörspielabteilung beim Hessischen Rundfunk zu werden. Sein Nachfolger wurde im Juni 1951 Hanns Jessen, der schon während der Zeit des „Grenzlandtheaters“ als Intendant tätig gewesen war und damals aus seiner positiven Einstellung zum Nationalsozialismus keinen Hehl gemacht hatte. Sein Entnazifizierungsverfahren wurde 1947 ohne Angabe von Gründen abgebrochen. Der Hofer Stadtrat sprach sich Anfang 1951 zunächst einstimmig gegen Jessen aus, wählte ihn aber am 22. Juni 1951 dann doch. Jessen selbst argumentierte, dass auch andere Künstler, etwa Gustaf Gründgens, nach dem Ende der Diktatur rehabilitiert worden waren. Vorwürfe an das bundesdeutsche Theater der 1950er Jahre, es sei ein restaurativer, auf Repräsentation, Festlichkeit und unkritisches „Klassikertheater“ festgelegter Kulturbetrieb gewesen, können für das Städtebundtheater unter Jessen relativiert werden; der Spielplan enthielt Stücke von Tennessee Williams, Arthur Miller, das Tagebuch der Anne Frank in der Version von Frances Goodrich und seit 1958 auch Werke von Bert Brecht. 1956 und 1957 konnte das Städtebundtheater auch jenseits der innerdeutschen Grenze in Plauen gastieren. Hans Jessen steigerte die Zahl der Opernpremieren auf drei pro Jahr, hingegen sank die Zahl der Operettenpremieren, ein Genre, das Konkurrenz durch Funk und Film bekam. Unter Jessens Leitung wurde das Städtebundtheater zur zweitgrößten Landesbühne der Bundesrepublik und das Theater in der Schützenstraße erfuhr eine Renovierung. Jessen ging 1963 in den Ruhestand.
Im selben Jahr übernahm Hannes Kepler die Intendanz, der eine Präferenz für das Musiktheater, darunter besonders die Opern Wolfgang Amadeus Mozarts zeigte, aber auch zeitgenössische Werke wie Brechts Dreigroschenoper und das Märchenmusical Polaria in Afrika inszenierte. Wie Jessen verstand er die Musicalsparte als festen Bestandteil des Musiktheaters. Mitte der 70er Jahre übernahm Toni Graschberger die Intendanz. Er profilierte sich vor allem auf dem Gebiet des Musiktheaters. Horst Gnekow, der zuvor in Luzern und Münster gewirkt hatte, wurde ab 1977 sein Nachfolger. Ihm folgte 1981 Gerd Nienstedt im Amt, der zuvor als Opernsänger an der Wiener Staatsoper sowie in Bayreuth und bei den Salzburger Festspielen tätig gewesen war. 1987 wechselte Nienstedt nach Detmold und sein Nachfolger wurde Reinhold Röttger, der die Spielzeiten grundsätzlich mit einer Oper eröffnete. Nach dem Fall der Mauer erneuerten die Theater Hofs und Plauens ihre Zusammenarbeit und vereinbarten gegenseitige Gastspiele.
Seit Beginn der 1980er Jahre geriet das Theater wegen Baufälligkeit zunehmend in die Diskussion. Als Standorte für ein neues Theater wurden das Stadtzentrum oder das Gelände gegenüber der Freiheitshalle diskutiert. Am 1. Juli 1990 fiel der Beschluss, das neue Theater an der Kulmbacher Straße zu errichten. Zur Finanzierung wurden 84 Millionen DM aufgebracht. Es wurde am 23. September 1994 eröffnet. Mit der neuen Spielzeit übernahm 1995 Uwe Drechsel die Intendanz, die er bis 2012 innehatte.
Zu den heute durchschnittlich 25 Premieren pro Spielzeit gehören auch Ur- und Erstaufführungen zum festen Bestandteil des Spielplans. Die Sparten Musiktheater, Schauspiel und Ballett werden seit 2014 ergänzt durch das Junge Theater Hof, das im Bereich der Theaterpädagogik, mobilen Kleinproduktionen und Theaterclubs tätig ist, um Kindergarten- und Schulkinder sowie Senioren mit dem Theater in Berührung zu bringen. Die 1995 gegründete Stiftung Theater Hof sorgt auf der Basis eines Grundstocks von damals 350.000 DM für die Förderung des Theaters und seiner Projekte.
Viele spätere Bühnengrößen begannen in Hof ihre Karriere, darunter Liane Hielscher, Peer Augustinski, Gudrun Landgrebe, Annemarie Wendl, Wolfgang Schmidt, der spätere Bayreuther „Siegfried“, oder Franz Peter Wirth.
Mit dem Eintrag ins Handelsregister am 31. März 2010 wurde das Theater in eine GmbH überführt. Die Theater Hof GmbH ist zu 100 % im Eigentum des Zweckverbandes Nordostoberfränkisches Städtebundtheater. Der Zweckverband übertrug zum 1. September 2010 den Spielbetrieb auf seine Tochtergesellschaft.
Während der bundesweiten Aktion Night of Light im Juni 2020 wurde auch das Theater Hof mit rotem Licht angestrahlt.

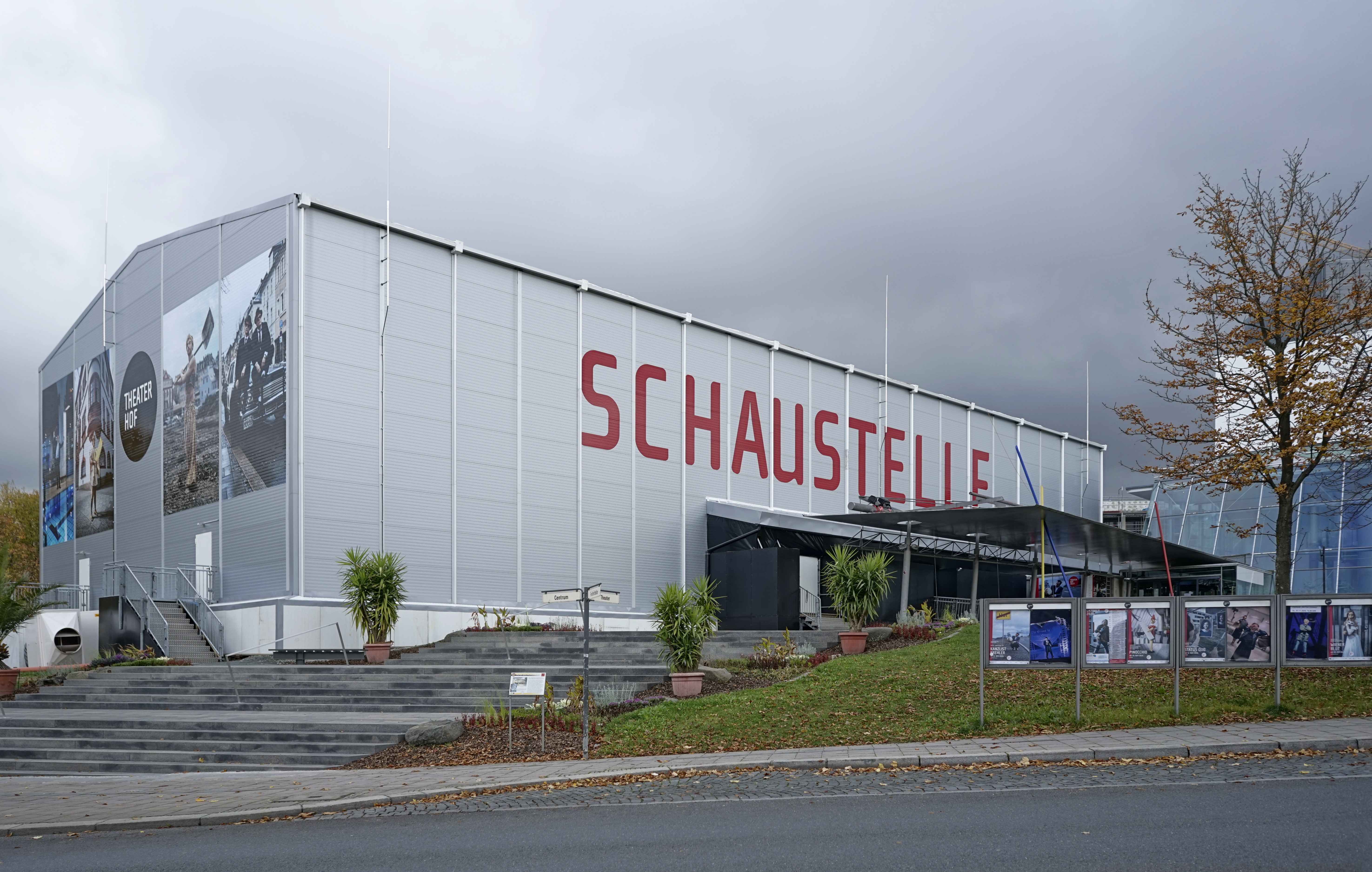
Ersatz-Spielstätte „Schaustelle“

Die dringend benötigte Sanierung des Theaters startete im Frühjahr 2020. Die Stadt Hof ließ das Gebäude, die Haus- und vor allem die Bühnentechnik im Studio und Großen Haus wieder in einen zuverlässigen und sicheren Zustand bringen. Für die Spielzeit 2020/21 wurde mit der „Schaustelle“ eine Ersatz-Spielstätte direkt an das Theater gebaut. Seit September 2021 finden die Vorstellungen wieder auf den sanierten Bühnen statt.

## Organisation
Geschäftsführer der Theater Hof GmbH sind gleichberechtigt Lothar Krause und Florian Lühnsdorf. Nachdem Reinhardt Friese ankündigte sich auf eigenen Wunsch nach zwölf Jahren Intendanz zurückzuziehen, tagte eine Findungskommission der Gesellschafter. Der bisherige Operndirektor und Musikdramaturg des Theaters Hof, Lothar Krause, übernahm mit der Spielzeit 2024/25 die Gesamtleitung. Er trägt die Verantwortung für alle künstlerischen Angelegenheiten. Den Intendanten bestellt die Stadt Hof. Aufsichtsratsvorsitzende ist die Hofer Oberbürgermeisterin Eva Döhla.
Das Theater finanziert sich vor allem durch Zuschüsse des Bundeslands und der tragenden Kommunen, aus Eigeneinnahmen, sowie Spenden und Sponsorenzuwendungen.
Es existieren zwei unterschiedliche Tarifverträge am Theater Hof: der „Normalvertrag-Bühne“ für die künstlerisch Beschäftigten und der Tarifvertrag für den öffentlichen Dienst für alle anderen Beschäftigten, wie die Mitarbeiter der Technik oder der Verwaltung.
Das Theater unterhält eigene Ensembles im Schauspiel, Musiktheater und Ballett. Weiterhin bestehen eine getrennte Damen- und Herrenschneiderei, die Maskenbildnerei, sowie ein Malersaal und die Schreinerei, die für die Herstellung der Bühnenbilder tätig sind.

## Architektur
Die bisherige, 1894 erbaute Spielstätte an der Hofer Schützenstraße wies in den 1980er Jahren derartige bauliche, technische und betriebliche Mängel auf, dass es sich anbot, statt das Gebäude zu sanieren, in einen Neubau umzuziehen und dabei einen Schwerpunkt auf die Arbeitsbedingungen der Mitarbeiter, die Funktionalität des Gebäudes und verbesserte bühnentechnische Anlagen zu legen.

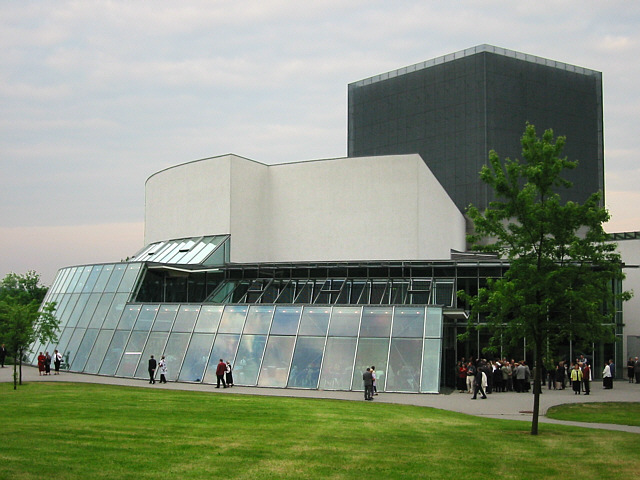
Neubau des Theaters Hof von 1994

Nach einem Architektenwettbewerb der Stadt Hof von 1986 wurden Carlo Weber und Fritz Auer mit der Gestaltung des Neubaus des Theaters Hof beauftragt. Am 6. Juli 1991 erfolgte die Grundsteinlegung und im Juli 1994 wurde der Neubau bezogen. Am 23. September fand mit Don Giovanni die Eröffnungspremiere statt. Der Neubau wurde ein Jahr darauf mit dem Deutschen Architekturpreis ausgezeichnet. Das Baukonzept verbindet einen linear gerichteten Produktionsbereich, in dessen Zentrum die Hauptbühne steht, mit einem konzentrischen, radial auf die Bühne ausgerichteten Zuschauerbereich, der das Foyer und den Zuschauerraum enthält und von einem Glasbogen umspannt wird. Der Bühnenturm ist 28 Meter hoch. Am Boden des Haupteingangs befindet sich eine 30 Meter lange Leuchtschriftinstallation von Joseph Kosuth.
Innerhalb des Theatergebäudes gibt es zwei Zuschauerräume: das Große Haus mit 567 Sitzplätzen und das Studio mit 99 Sitzplätzen, welches sich zudem u. a. als Tanzfläche für Sonderveranstaltungen anbietet.

## Publikationen und Veranstaltungen
Das Theater gibt neben einer jährlich erscheinenden Broschüre, die durch die Spielzeit führt, und den üblichen werkbezogenen Programmheften, eine monatliche Vorstellungsübersicht als Leporello heraus.
Es bietet eine Woche vor jeder Premiere eine werkbezogene Matinée oder alternativ eine Soirée und öffentliche Proben. Alle zwei Jahre findet, in Kooperation mit der Hofer Freiheitshalle, die Hofer Kulturnacht statt. Des Weiteren finden „Seniorennachmittage“ für das ältere Publikum und Sonderveranstaltungen wie die Silvestergala statt.
Bereits dreimal war das Theater Hof Ausrichter der Bayerischen Theatertage (1995, 2003 und 2017) und im Jahr 2009 Ausrichter der 13. Deutschen Landesbühnentage.

## Bedeutung des Theaters für die Region
Mit seinen Produktionen ist das Theater neben seinem Stammsitz auch an anderen Spielorten in Bayern und Hessen tätig. Regelmäßige Gastspiele finden in Aschaffenburg, Bad Kissingen, Bayreuth, Fulda, Schweinfurt und Selb statt. Auch in Frankreich und Tschechien hat das Ensemble gastiert. Gefördert u. a. vom Ministerium für Inneres und Kommunales des Landes Nordrhein-Westfalen finden in NRW und Rheinland-Pfalz Gastspiele der mobilen Jugendstücke "Dschihad One-Way" und "Kiwi on the Rocks" statt. Das Junge Theater Hof nimmt seit der Spielzeit 2014/15 als vierte Sparte einen höheren Stellenwert mit eigener Leitung ein. Jährlich wird im Rahmen von vielen Vormittagsvorstellungen für Schulklassen und Kindergärten auf der Bühne im Großen Haus ein Weihnachtsmärchen für Kinder angeboten. Im Rahmen von „mobilen Produktionen“ werden sogenannte „Klassenzimmerstücke“ im Schulunterricht aufgeführt. Eigenproduktionen der Spielclubs und Tanzkurse bieten auch Amateuren Möglichkeiten, selbst auf der Bühne zu stehen. Im Rahmen der Schultheatertage führen Schüler aller Schulformen der Region ihre Produktionen im Theater auf. Darüber hinaus finden jährlich Ferienworkshops statt. Unter Leitung einer Theaterpädagogin werden Vor- und Nachbereitungen, Theaterführungen, Workshops, Lehrerfortbildungen, Materialmappen, Schultheaterkurse, Generalprobenbesuche, Praktika sowie ein Freiwilliges Soziales Jahr angeboten. Verbindliche Kooperationen mit Schulen in der Region wurden ab der Spielzeit 2012/13 eingeführt.
Cäcilia Hallek bestätigte 1991 anlässlich der Diskussion um den damals wegen baulicher und sicherheitstechnischer Mängel diskutierten, 1994 dann verwirklichten Theaterneubau die regionale Bedeutung des Theaters Hof. Sie zeigte, dass die Sach- und Personalausgaben wirtschaftliche Effekte vor allem in der Stadt Hof auslösten, dass das Theater eine vorhandene kulturelle Bedürfnislage bei den Einwohnern verschiedener Spielorte befriedige, zur Bekanntheit der Stadt Hof beitrage und ein wichtiger Imagefaktor sei.

## Besucherzahlen und Finanzierung
In der Spielzeit 2017 wurde eine Gesamtbesucherzahl von 95.283 Personen, inklusive der Gastspielorte, genannt. Die Gesamteinnahmen aus Eintrittsgeldern für das Jahr 2017 betrugen 1,16 Millionen Euro; mit Zuschüssen in Höhe von 9,98 Millionen Euro ergab sich eine Gesamteinnahme von 11,6 Millionen Euro. Somit wurden pro Besucher im Durchschnitt 12,17 EUR aus Eintrittsgeldern erlöst und jedes Eintrittsticket mit 104,74 EUR aus Steuergeldern bezuschusst. Zum Vergleich: An der Staatsoper Berlin wird eine Karte mit 257 Euro bezuschusst.

## Intendanten
- 1948–1951: Ulrich Lauterbach
- 1951–1963: Hanns Jessen
- 1963–1974: Hannes Keppler
- 1974–1978: Toni Graschberger
- 1978–1981: Horst Gnekow
- 1981–1985: Gerd Nienstedt
- 1985–1994: Reinhold Röttger
- 1995–2012: Uwe Drechsel
- 2012–2024: Reinhardt Friese
- seit September 2024: Lothar Krause

## Auszeichnungen
Preise der Bayerischen Theatertage an das Theater Hof:
- 1989:  Der Reigen[24]
- 1993: Geschlossene Gesellschaft[25]
- 2002: Minna von Barnhelm
- 2003: Gespenster
- 2005: Bungee Jumping (Autor: Jaan Tätte)

Preisträger der Preisverleihung der Theaterfreunde Hof e. V. (verliehen zwischen 2000 und 2017):
| - 2000: Ballett-Compagnie des Theaters Hof und Jerzy Graczyk, Ballettdirektor - 2001: Helga Fleig, Regisseurin - 2002: Karsten Jesgarz, Sänger - 2003: Ralf Hocke, Schauspieler - 2004: Thomas Mogendorf, Ausstattungsleiter und Bühnenbildner - 2005: Hofer Symphoniker als Opernorchester - 2006: Jan-Hinnerk Arnke, Schauspieler - 2007: Claudia Wagner, Kultur- und Theaterpädagogin - 2008: Wolfgang Kaiser, Schauspieler | - 2009: Barbara Schwarzenberger, Kostümdirektorin - 2010: Polina Bachmann, Schauspielerin - 2011: Stefanie Rhaue, Sängerin - 2012: Arn Goerke, Musikdirektor - 2013: Anja Stange, Schauspielerin - 2014: Antje Hochholdinger, Schauspielerin - 2015: Inga Lisa Lehr, Sängerin - 2016: Marco Stickel, Schauspieler - 2017: Susanna Mucha, Schauspielerin |

Weitere Preise:
- Bei der Autorenumfrage 2007 für das Magazin Die Deutsche Bühne erhielt das Theater Hof den 1. Platz in der Kategorie „Überzeugendste Gesamtleistung eines Hauses“.[23]
- Zusammen mit den anderen 23 deutschen Landesbühnen wurde das Theater Hof im November 2010 im Rahmen der FAUST-Preisverleihung in Essen mit dem Preis des Präsidenten des deutschen Bühnenvereins  ausgezeichnet. Der Deutsche Theaterpreis DER FAUST ist ein nationaler, undotierter Theaterpreis.[27]
- Bei der Autorenumfrage zur „Saisonbilanz 2020/21“ des Magazins Die Deutsche Bühne erhielt das Theater Hof eine Nominierung in der Kategorie „Haus mit begrenzten Ressourcen“.[28]